# Фобур-Сент-Оноре
Фобу́р-Сент-Оноре́ (фр. Rue du Faubourg Saint-Honoré — «улица предместья святого Гонория») — улица в VIII округе Парижа (не путать с улицей Сент-Оноре в 1-м и 8-м округах города), берущая начало у пересечения с улицей Рояль. Длиной 2070 м, она заканчивается у площади Терн.
Известна главным образом тем, что здесь располагаются магазины известных парижских домов высокой моды. Здесь же находится Елисейский дворец — резиденция президента Франции, министерство внутренних дел, другие государственные учреждения, а также антикварные магазины и художественные галереи.

## Название
Улица с названием Фобур-Сент-Оноре существовала в этом парижском предместье ещё со Средних веков — но находилась в другом месте. Основным сооружением предместья, получившего название по старинной церкви, находившейся между современными Рю-круа-де-пти-шам и Рю-де-бонз-анфан, были фортификационные Ворота Сент-Оноре, ведущие свою историю с конца XII века и снесённые то ли в 1533, то ли в 1545 году. Во время сооружения новых ворот Сент-Оноре (1632—1634), построенных в 400 таузах от прежних, здесь возникла и новая улица Фобур-Сент-Оноре.

## История
Первые дома по улице Фобур Сент-Оноре были сожжены активистами Парижской коммуны в 1871 году, вместе с частью улицы Рояль.

## Здания и сооружения

### По нечётной стороне
- № 3 — в 1928 году здесь была художественная галерея Ecalle, где, среди прочих, выставлялся Адриан Карбовски[фр.]. В 1937—1983 годах в здании находилась фотостудия Сэма Левена[фр.].
- № 9 — этот дом, существовавший под вывеской Aux Montagnes Russes («В русских горах»), приобрёл разбогатевший Шардон-Лагаш (1809—1893) — сын врача из Отоя[фр.], открывший в тех местах собственный дом престарелых. После того, как во времена Июльской монархии (эпоха, имеющая решающее значение для становления этой «модной» улицы) супруга пэра Франции и посланника в Петербурге (1835—1841) Проспера де Баранта, баронесса де Барант, представила своего поставщика высшему обществу, Aux Montagnes Russes стал фешенебельным магазином.
- № 11 — с 1951 года в здании размещается магазин и салон красоты производителя косметики Carita[фр.] (с 1956 года ему же принадлежит дом № 14). В 1968 году фирма открыла здесь Maison de beauté («Дом красоты») — первый спа-салон в городе.
- № 15 — здание было декорировано в начале 1920-х годов Альбером Рато[фр.] для магазина Жанны Ланвен.
- № 19 — здание, построенное в конце XVIII века. Его первый этаж занимает парфюмерный дом Houbigant[англ.], основанный Жан-Франсуа Убиганом[фр.] в 1775 году.
- № 21 и 23 — дома построены в 1776 году по заказу генерального откупщика Руа де Сеннвиля.
- № 25 — здание являлось парижской резиденцией князей Монако до тех пор, пока Альбер I (1848—1922) не перенёс её в особняк на Авеню Жоржа Манделя[фр.].
- № 29 — Отель де Роган-Монбазон[фр.], построенный в 1719 году архитектором Пьером Кайто[фр.] (1655—1724) для представителей этого семейства, был существенно перестроен в начале XIX века. Сохранившиеся интерьеры времён Первой империи получили статус исторического памятника Франции 7 ноября 1927 года.
- № 55 — Елисейский дворец, резиденция президента Франции.
- № 31 — проход в Cité du Retiro[фр.], обширное пространство, находящееся между улицами Рю-Буасси-д’Англе[фр.] и Рю-д’Анжу[фр.]. Среди жильцов здесь были архитектор Жорж Хентшель[фр.] и граф Альфонс де Тулуз-Лотрек-Монфа, отец художника. В настоящее время пассаж практически полностью принадлежит инвестиционному фонду Qatar Investment Authority[фр.] и служит штаб-квартирой ювелирного дома Cartier.
- Особняк, построенный Лассюрансом в 1719 г. для принцессы де Роган-Монбазон, разместил дом высокой моды Шанель Коко, принимавший Пикассо, Дягилева и Стравинского.

### По чётной стороне
- № 6 — в здании жил актёр и карикатурист, создатель «господина Прюдомма» Анри Монье.
- № 14 — здание, построенное в конце XVIII века, в 1811—1835 годах занимала мэрия 1-го округа. На первом этаже сохранился зал для приёмов. В 1956 году компания Carita[фр.] разместила здесь, по соседству со своей штаб-квартирой (№ 11), «Школу эстетики».
- № 18 — в 1920-х годах здесь размещался антикварный магазин A La Vieille Russie («В старой России»), бывший одним из центров культурной жизни русской эмиграции. Там бывали Сергей Дягилев, Сергей Лифарь, Фёдор Шаляпин, Григорий Пятигорский.
- № 22 — в 1909 году здесь открылся бутик высокой моды Жанны Ланвен.
- № 24 — здание XVIII века, сильно реконструированное. Начиная с 1879 года здесь находится магазин фирмы Hermès, поначалу торговавший экипировкой для экипажей и верховой езды.
- № 30 — старый cité du Retiro напоминает средневековое поместье мальтийского рыцаря.
- Здания, построенные в 1963 году, заимствовали некоторые элементы старого стиля, как бутик дома
- № 32 — дом XVIII века, в котором находится бутик модного дома Yves Saint Laurent.